# Salvador Cañellas

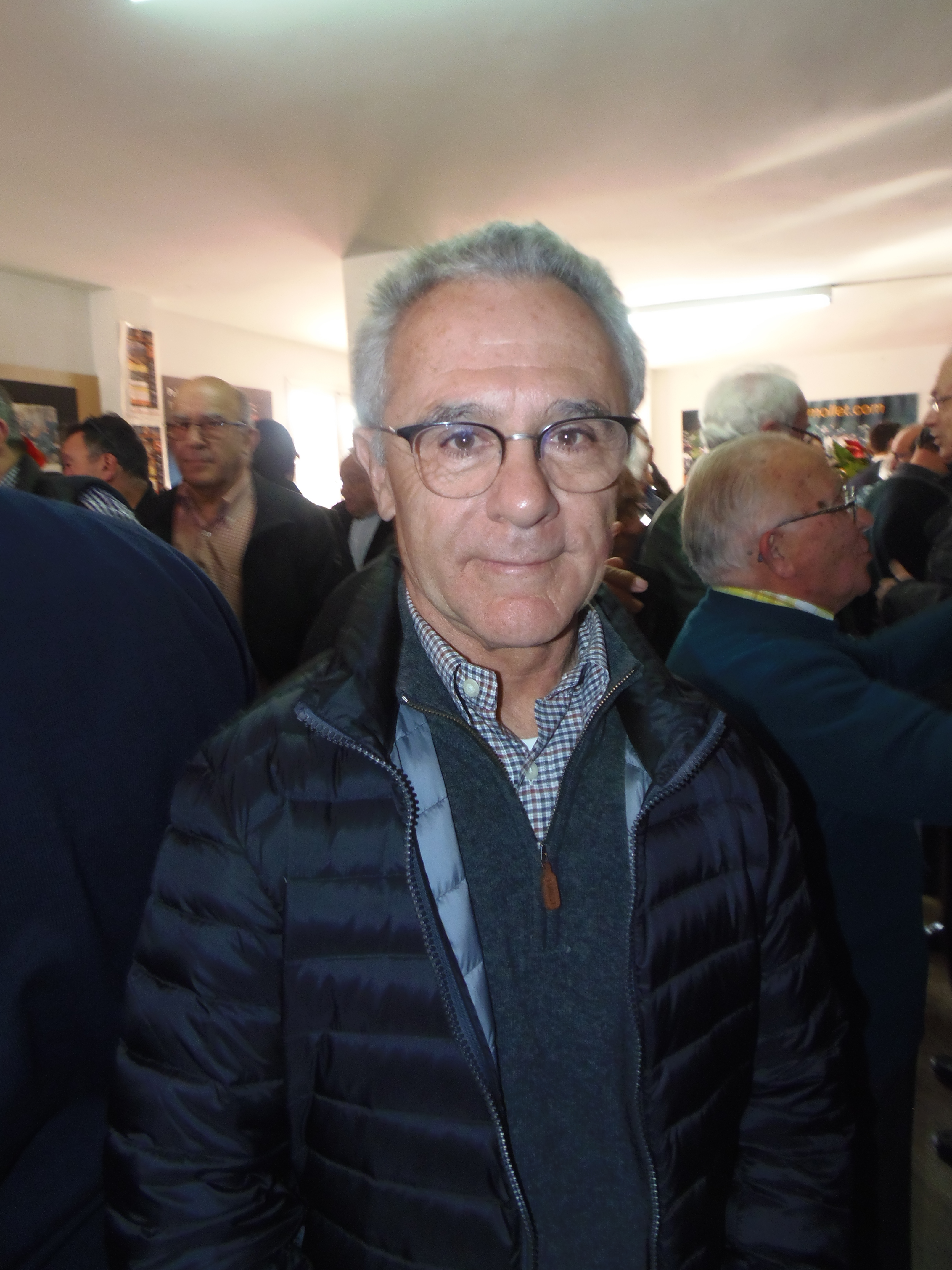
Salvador Cañellas in 2017.

Salvador Cañellas Gual (Barcelona, 1 december 1944) is een Spaans voormalig motorcoureur en rallyrijder. Hij is tweevoudig Grand Prix-winnaar in het wereldkampioenschap wegrace.

## Carrière
Cañellas maakte in 1965 zijn debuut in het wereldkampioenschap wegrace in de 50 cc-klasse in zijn thuisrace op een Derbi, maar kwam hierin niet aan de finish. In 1966 reed hij opnieuw in zijn thuisrace, ditmaal in de 50 cc- en 125 cc-klasses op een Derbi en in de 250 cc-klasse op een Montesa. Hij finishte opnieuw geen races. In 1967 reed hij voor het eerst WK-races buiten Spanje in zowel de 50 cc-, 125 cc- en 250 cc-klasses op een Derbi. Hij behaalde echter geen enkele keer de eindstreep.
In 1968 werd Cañellas de eerste Spanjaard die een Grand Prix wist te winnen in de 125 cc-race in Spanje op een Bultaco. Later dat jaar werd hij vierde in de TT van Assen. In 1969 reed hij enkel in de 125 cc-race in Spanje op een Bultaco, maar kwam hierin niet aan de finish. In 1970 reed hij voor Derbi een volledig seizoen in het WK 50 cc. Hij behaalde podiumplaatsen in de TT van Assen, de Grand Prix van Tsjecho-Slowakije en de Ulster Grand Prix, voordat hij in de seizoensfinale in zijn thuisland zijn tweede en laatste GP-overwinning behaalde. Met 63 punten werd hij achter Ángel Nieto, Aalt Toersen en Rudolf Kunz vierde in de eindstand.
In 1971 reed Cañellas nog een aantal 50 cc-races, maar kwam geen enkele keer over de eindstreep. Vervolgens stapte hij over naar de rallysport, waarin hij in 1972 nationaal kampioen werd. In 1975 keerde hij eenmalig terug als motorcoureur, toen hij voor Ducati samen met Benjamín Grau de 24 uur van Montjuïc won. In 1978 kwam hij uit in het wereldkampioenschap rally en werd hij in een Fiat 131 Abarth derde in de Rally van Polen.